# كهف هونيكومب هيل

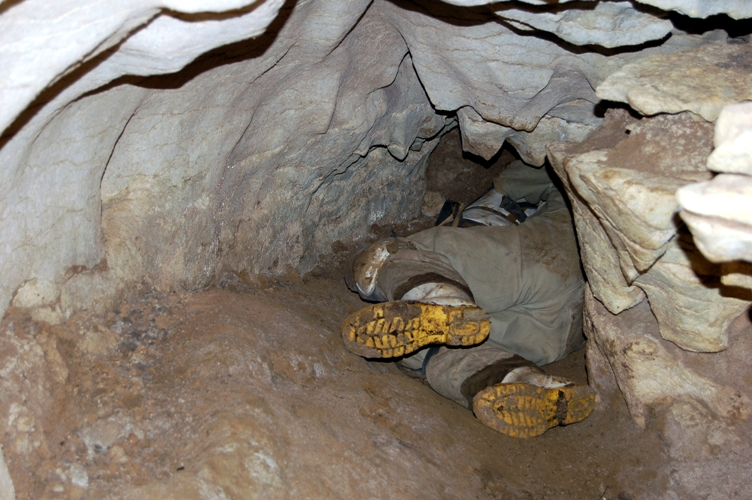
الزحف عبر ممر غرادونغولا، ونظام كهف هوني كومب هيل.

كهف هونيكومب هيل هو كهف يقع في حوض أوبارارا على الحافة الشمالية الغربية للجزيرة الجنوبية لنيوزيلندا.